# Desarrollo internacional

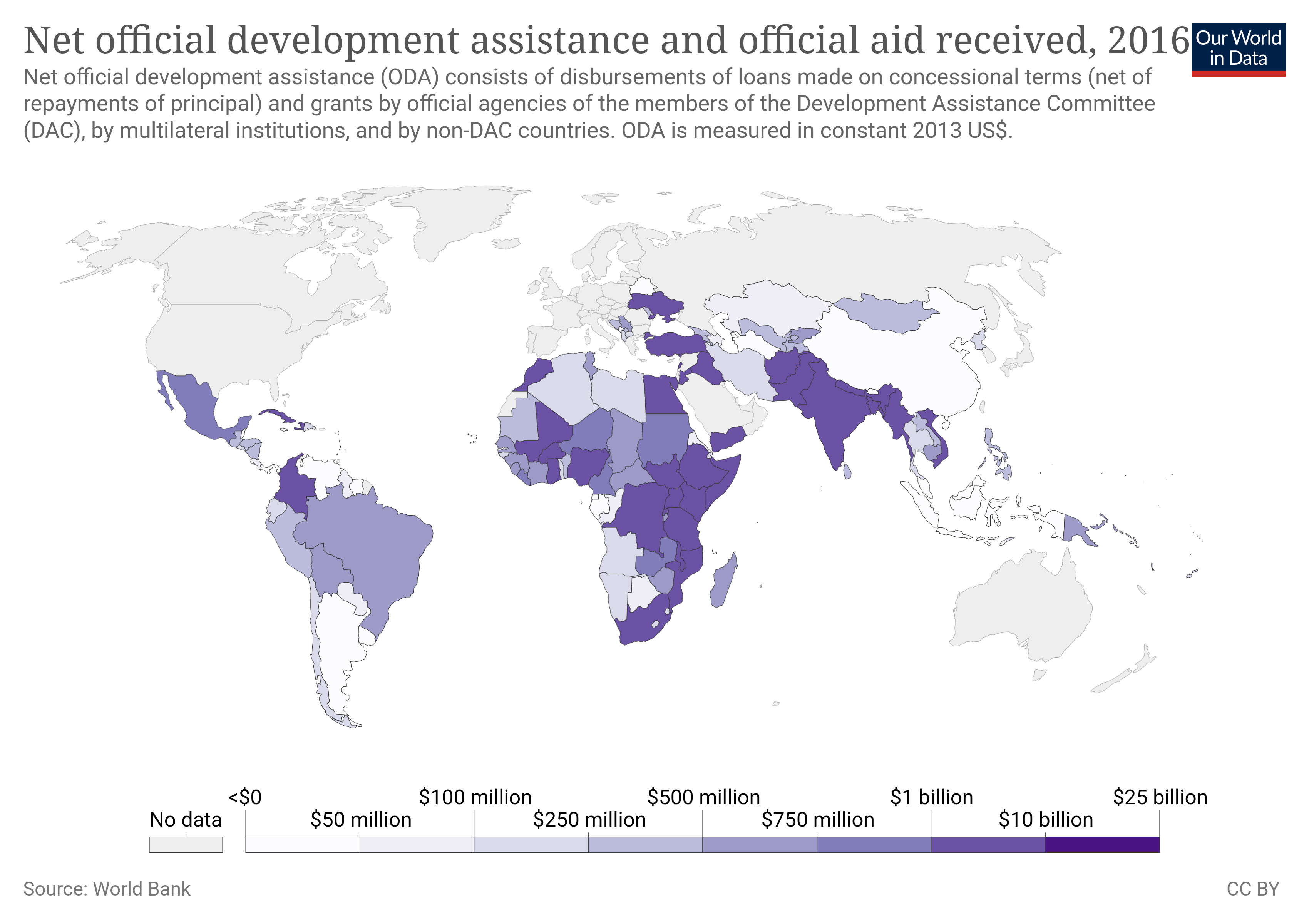
Ayuda neta al desarrollo por país

El desarrollo internacional o desarrollo mundial es un concepto amplio que denota la idea de que las sociedades y los países tienen diferentes niveles de desarrollo económico o humano a escala internacional. Es la base para clasificaciones internacionales como país desarrollado, país en vías de desarrollo (o país en desarrollo) y país menos adelantado, así como para un campo de práctica e investigación que se relaciona de varias maneras con los procesos de desarrollo. Existen, sin embargo, muchas escuelas de pensamiento sobre cuáles son las características exactas que constituyen el "desarrollo" de un país.
Históricamente, el desarrollo fue en gran parte sinónimo de desarrollo económico, y se cuantificaba fácil, pero defectuosamente (ver Falacia de la ventana rota), a través de proxies monetarios recopilados (para países desarrollados) o estimados (para países severamente subdesarrollados o aislacionistas ) como el producto interno bruto (PIB), estudiado a menudo junto con medidas actuariales como la esperanza de vida. 
Más recientemente, articulistas y profesionales han comenzado a tratar el desarrollo en el sentido más holístico y multidisciplinar del desarrollo humano. Otros conceptos relacionados son, por ejemplo, competitividad, calidad de vida o bienestar subjetivo. 
El concepto de "desarrollo internacional" es diferente de "desarrollo" a secas. Mientras que este último, en su forma más básica, denota simplemente la idea de cambio a través del tiempo, el desarrollo internacional ha llegado a referirse a un campo distinto de práctica, industria e investigación, y es objeto de cursos universitarios y categorizaciones profesionales (por ejemplo, existen maestrías en Desarrollo Internacional, con la mayúscula, que se suele emplear para las materias de estudio reconocidas, como Matemáticas o Biología). Sigue estando estrechamente relacionado con el conjunto de instituciones, especialmente las instituciones de Bretton Woods, que surgieron después de la Segunda Guerra Mundial con un enfoque en el crecimiento económico, la reducción de la pobreza y la mejora de las condiciones de vida en los países previamente colonizados. La comunidad internacional ha fijado los objetivos de desarrollo primero en los Objetivos de Desarrollo del Milenio (ODM, 2000 a 2015) y después en los vigentes Objetivos de Desarrollo Sostenible (ODS, 2015 a 2030).

## Objetivos mundiales

### Objetivos de Desarrollo Sostenible (2015 a 2030)
Los ODM (ver más abajo) sirvieron como un marco parcialmente exitoso para guiar los esfuerzos de desarrollo internacional, habiendo logrado avances en algunos de los 8 objetivos. Por ejemplo, para 2015 la tasa de pobreza extrema ya se había reducido a la mitad. Otros objetivos alcanzados incluyen el acceso al agua potable, la lucha contra la malaria y la igualdad de género en la escolarización. Sin embargo, algunos académicos argumentaron que los ODM carecían de las perspectivas críticas requeridas para aliviar la pobreza y las estructuras de desigualdad, lo que se reflejó en los graves retrasos en el logro de muchos otros objetivos.
Cuando la era de los ODM llegó a su fin, 2015 marcó el año en que la Asamblea General de las Naciones Unidas adoptó una nueva agenda para el desarrollo. El exsecretario general de la ONU, Ban Ki Moon, se refirió a esto como un "momento decisivo en la historia" y pidió a los estados que "actúen con solidaridad". Para continuar la senda de progreso iniciada por los ODM, se crearon 17 Objetivos de Desarrollo Sostenible (ODS), con 169 indicadores (que van diciendo si se alcanza el objetivo o no). La resolución 70/1 de la ONU, adoptada el 25 de septiembre de 2015, se tituló "Transformar nuestro mundo: la Agenda 2030 para el Desarrollo Sostenible". Esta resolución consolidó 17 nuevos objetivos que habían estado en marcha desde 2014. Estos objetivos entraron en vigor en enero de 2016 y se centran en las áreas de cambio climático, desigualdad económica, democracia, pobreza y construcción de paz.
Aunque los ODS se basaron en los ODM, existen algunas diferencias clave. Antes de la adopción de los ODS, se elaboraron participativamente durante meses, involucrando a actores de la sociedad civil, ONG, así como una cumbre de apertura que involucró negociaciones intergubernamentales. Con los ODM no ocurrió así.
La nueva agenda de desarrollo mundial pone mayor énfasis en la acción colectiva, combinando los esfuerzos de múltiples actores para aumentar la sostenibilidad (o sustentabilidad) de los objetivos. Este énfasis también ha llevado a más asociaciones intersectoriales y esfuerzos internacionales combinados en áreas de desarrollo ambiental, social, cultural, político y económico.

### Objetivos de Desarrollo del Milenio (2000 a 2015)
En 2000, las Naciones Unidas firmaron la Declaración del Milenio, que incluía 8 Objetivos de Desarrollo del Milenio (ODM) que debían alcanzarse para 2015. Fue la primera vez que se estableció una estrategia holística para satisfacer las necesidades de desarrollo del mundo, con objetivos medibles e indicadores definidos.
Debido a que los ODM se acordaron como metas mundiales para la comunidad internacional, eran independientes de los intereses nacionales, pero de ningún modo ajenos a ellos. Los objetivos implicaban que cada país tenía un conjunto de obligaciones que cumplir con la comunidad internacional y que los países que ya hubieran alcanzado esos objetivos tenían la obligación de ayudar a los que todavía no lo habían conseguido. Los ODM pueden verse como una extensión del concepto de "derechos humanos".
Los 7 primeros ODM eran medibles, mientras que el octavo enumeraba una serie de objetivos "de paso": formas en las que se podía avanzar hacia los otros 7. El progreso de cada país hacia cada objetivo se medía con indicadores basados en series estadísticas recopiladas y mantenidas por organizaciones respetadas en cada campo relevante (generalmente la agencia de la ONU responsable, pero también la OCDE, el FMI y el Banco Mundial).
Los ODM catalizaron una cantidad significativa de acciones, entre ellas nuevas iniciativas como la Promesa del milenio. Sin embargo, la mayoría de estas iniciativas funcionaron en intervenciones a pequeña escala que no llegaron a los millones de personas requeridas por los ODM.
Se consideró imposible alcanzar los primeros 7 objetivos sin cumplir el octavo mediante la formación de una Asociación Mundial para el Desarrollo. Ninguna organización actual tiene la capacidad de resolver los enormes problemas del mundo en desarrollo por sí sola, especialmente en las ciudades, donde vive un número cada vez mayor de personas pobres, como lo demuestra el progreso casi inexistente en la meta de mejorar la vida de al menos 100 millones de habitantes de barrios marginales.
El panel de Ingeniería sin Fronteras de la Institución de Ingenieros Civiles (ICE por sus siglas en inglés), sus recomendaciones y la Conferencia Brunel de 2007 del presidente de la ICE en el período 2009-2010, Paul Jowitt, representaron un cambio de enfoque en el Reino Unido, al menos para comenzar a reunir la enorme capacidad disponible en los gobiernos occidentales, la industria, las universidades y las organizaciones benéficas para desarrollar dicha asociación.

### Otros objetivos
El desarrollo internacional también tiene como objetivo mejorar las políticas gubernamentales generales de los países en desarrollo. La "construcción del Estado" es el fortalecimiento de las instituciones nacionales necesarias para apoyar el desarrollo económico, social y político a largo plazo. La educación es otro aspecto importante del desarrollo internacional. Es un buen ejemplo de cómo el enfoque actual está puesto en el desarrollo sostenibleː la educación brinda a las personas las habilidades necesarias para salir de la pobreza.

## Conceptos
El desarrollo internacional está relacionado con el concepto de ayuda internacional, pero es distinto del socorro en casos de desastre y de la ayuda humanitaria. Si bien estas dos últimas formas de apoyo internacional buscan aliviar algunos de los problemas asociados con la falta de desarrollo que se agravan con catástrofes, en la mayoría de los casos proporcionan soluciones a corto plazo, no necesariamente a largo plazo. En cambio, el desarrollo internacional busca poner en práctica soluciones a largo plazo ayudando a los países en desarrollo a crear la capacidad necesaria. Un proyecto de desarrollo verdaderamente sostenible es aquel que, tras un apoyo internacional relativamente corto en el tiempo, por ejemplo uno o 2 años, podrá continuar beneficiando a la población indefinidamente. Por ejemplo, si se proporciona agua a una población mediante bombeo de un acuífero subterráneo, será necesario un suministro permanente de combustible y piezas de repuesto para las máquinas, mientras que si se hace desde un lago elevado con un sistema de canales abiertos que la población pueda mantener, no hará falta ninguna asistencia externa posterior.
Los proyectos de desarrollo internacional pueden consistir en un solo proyecto transformador para abordar un problema específico, o en una serie de proyectos dirigidos a varios aspectos de la sociedad. Más recientemente, el enfoque en este campo ha sido proyectos que apuntan hacia el empoderamiento de las mujeres, el refuerzo de las economías locales y el cuidado del medio ambiente.
En el contexto del desarrollo humano, generalmente el desarrollo internacional abarca la ayuda exterior, la gobernanza, la atención médica, la educación, la reducción de la pobreza, la igualdad de género, la preparación ante desastres, la infraestructura, la economía, los derechos humanos y el medio ambiente.
Durante las últimas décadas, el pensamiento sobre el desarrollo ha pasado de los programas de modernización y ajuste estructural a la reducción de la pobreza. Bajo el sistema anterior, se alentaba a los países pobres a experimentar transformaciones estructurales sociales y económicas como parte de su desarrollo, creando industrialización y una política industrial explícita. La reducción de la pobreza propugna enfoques diferentes, como transferencias directas de dinero a los pobres, ayuda al desarrollo, educación, sanidad, empoderamiento de las mujeres, microcréditos o mejora de las instituciones.
El concepto de pobreza puede aplicarse a diferentes circunstancias según el contexto. La pobreza es la situación de una persona o grupo de personas de no poder satisfacer sus necesidades físicas y psicológicas básicas, como alimentación, vivienda o agua potable. Mientras que algunos definen la pobreza principalmente en términos económicos (por ejemplo, es pobre quien no tiene dinero para comer), otros consideran que el orden social y político también influyen (por ejemplo, se convierte en pobre el campesino a quien los bandidos le roban sistemáticamente su cosecha), manifestándose a menudo en un desprecio a la dignidad de las personas.

### Teorías
Existen varias teorías sobre los cambios que una sociedad debe perseguir y las mejores maneras de lograrlos. Se basan en diferentes enfoques y disciplinas, incluida la historia, como:

Países por PIB (nominal) per cápita de 2019

- Teoría de la modernización
- Teoría de la dependencia
- Teoría de los sistemas mundiales
- Neoliberalismo
- Buena gobernanza
- Enfoque basado en las capacidades
- Teoría del posdesarrollo

### Desigualdad económica internacional
Las instituciones de desarrollo internacional y las las organizaciones internacionales como la ONU promueven la comprensión del hecho de que prácticas económicas como la rápida globalización y ciertos aspectos del capitalismo internacional pueden conducir, y se afirma que han conducido, a fuertes diferencias económicas entre países, a veces llamada la brecha Norte-Sur. Tales organizaciones a menudo convierten en un objetivo ayudar a reducir estas diferencias fomentando la cooperación entre los países del Sur y otras prácticas y políticas que pueden lograrlo.

Cuota global de riqueza por grupo de riqueza, Credit Suisse, 2021

El desarrollo internacional también se ocupa del aumento de la desigualdad entre ricos y pobres de un mismo país. Por ejemplo, cuando el crecimiento económico impulsa el desarrollo y la industrialización, puede incrementar las diferencias sociales al generar mayores ingresos para las personas más formadas. De ahí la demanda popular de educación, que a su vez eleva el coste de esa misma educación por el principio de oferta y demanda. Los mayores costes educativos conducen a una situación en la que solo las personas con dinero para sufragar la educación pueden optar a los trabajos mejor pagados que genera el desarrollo masivo. Esto hace que los pobres solo consigan empleos peor remunerados, pero el desarrollo tecnológico hace que algunos de estos trabajos queden obsoletos. Se llega así a una situación en la que las personas más pobres no pueden mejorar sus vidas tan fácilmente como lo hubieran podido hacer en una sociedad menos desarrollada. Esa es en parte la razón por la que instituciones como el Centro para el Desarrollo Global están buscando políticas económicas "favorables a los pobres".

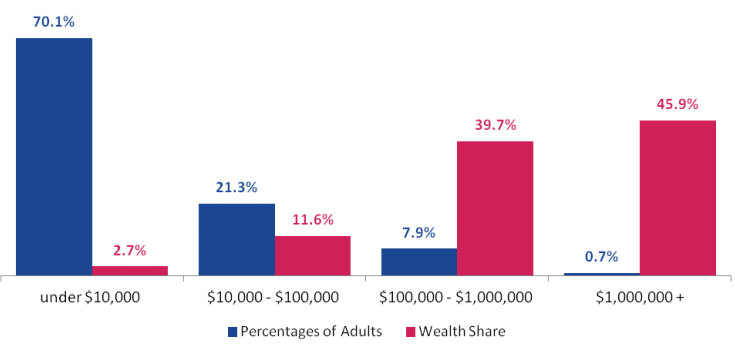
Cuota global de riqueza por grupo de riqueza, Credit Suisse, 2017

### Dignidad
Los programas modernos de desarrollo y reducción de la pobreza suelen tener la dignidad como tema central. Aunque la RAE da 8 significados para esta palabra, no recoge el sentido con el cual se usa en desarrollo internacionalː valor de la persona por el simple hecho de serlo. Tampoco está recogido en diccionarios de inglés en línea muy usados, aunque sí en alguno en francés. La dignidad es también un tema central de la Declaración Universal de los Derechos Humanos, cuyo primer artículo comienza con:
«Todos los seres humanos nacen libres e iguales en dignidad y derechos»
El concepto de dignidad en el desarrollo ha sido ampliamente explorado y está relacionado con todos los sectores del desarrollo. Por ejemplo, en Desarrollo con dignidad, Amit Bhaduri argumenta que el pleno empleo con dignidad (ver Trabajo decente, sinónimo de empleo digno) es importante y posible en la India, mientras que el grupo de trabajo sobre agua y saneamiento del Proyecto del Milenio de las Naciones Unidas vincula el sector directamente con la dignidad en el informe Salud, dignidad y desarrollo: ¿qué se necesita?. La Comisión Asiática de Derechos Humanos emitió una declaración en 2006 donde afirmabaː «La dignidad humana es la auténtica medida del desarrollo humano»
- Humanizing Development Global Photography Campaign Archivado el 5 de febrero de 2012 en Wayback Machine. Archived

### Participación
El concepto de participación tiene que ver con asegurar que los beneficiarios de los proyectos de desarrollo intervengan en la planificación y ejecución de esos proyectos. Esto se considera importante, ya que permite a esos beneficiarios influir en su propio desarrollo y gestionarlo, eliminando así cualquier cultura de dependencia. La participación es ampliamente considerada como uno de los conceptos más importantes en la teoría moderna del desarrollo. La Red del Sistema de las Naciones Unidas sobre Desarrollo Rural y Seguridad Alimentaria describe la participación como:
uno de los fines así como uno de los medios de desarrollo. 
Los participantes locales en proyectos de desarrollo son a menudo comunidades orales (gente que no sabe leer ni escribir). Esto ha dado lugar a esfuerzos para diseñar métodos de desarrollo organizativo y planificación de proyectos, como la evaluación rural participativa, que son accesibles para las personas analfabetas.

### Conveniencia
El concepto de que algo es apropiado (en inglés appropriateness, cuya traducción al español podría ser conveniencia, aunque hay otras posibles, como oportunidad o adecuación) tiene que ver con asegurar que un proyecto de desarrollo tenga la escala y el nivel técnico adecuados, y sea cultural y socialmente aceptable para sus beneficiarios. Esto no debe confundirse con garantizar que algo sea de baja tecnología, barato o básico: un proyecto es conveniente si es aceptable para sus destinatarios y propietarios, mejora significativamente sus condiciones de vida, es económicamente asequible y puede mantenerse a largo plazo en el contexto en el que se ejecuta.
Por ejemplo, en una comunidad rural subsahariana puede no ser apropiado proporcionar un sistema de agua clorada y bombeada mecánicamente porque no se puede mantener o controlar adecuadamente; las bombas manuales simples pueden dar mejor resultado en ese contexto. En cambio, para una gran ciudad del mismo país sería inapropiado proporcionar agua con bombas manuales, y el sistema clorado sí sería una respuesta correcta.
El economista Ernst Friedrich Schumacher abogó por la causa de la tecnología adecuada y fundó la organización ITDG (Grupo de Diseño de Tecnología Intermedia), que desarrolla y proporciona tecnologías apropiadas para el desarrollo (ITDG ahora se ha rebautizado como Practical Action).
El concepto de financiación adecuada se ha desarrollado para reflejar la necesidad de sistemas de apoyo financiero públicos y privados que fomenten el desarrollo en lugar de obstaculizarlo. Si se financia una tecnología inadecuada, los beneficiarios tienen que pagarla, pero no les sirve, y se quedan sin dinero para otra más adecuada, con lo que su desarrollo se ve dificultado.

### Desarrollo sostenible

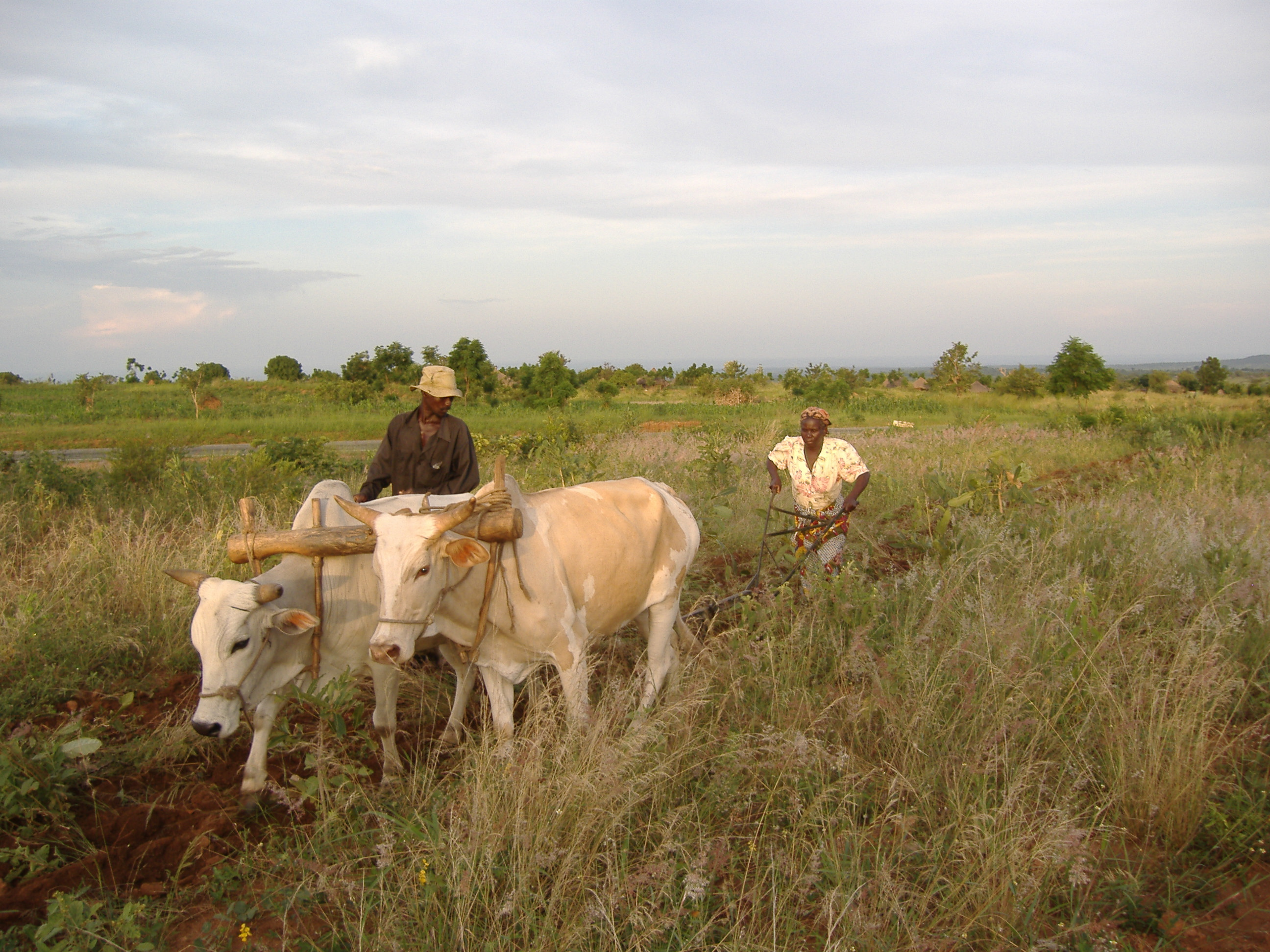
Las prácticas comerciales sostenibles conducen al crecimiento económico y al empoderamiento de las comunidades agrícolas en el norte de Uganda.

El desarrollo sostenible, también llamado desarrollo sustentable, es un principio organizador para alcanzar los objetivos de desarrollo humano mientras se preserva la capacidad de los sistemas naturales para proporcionar recursos y servicios ecosistémicos esenciales para la sociedad y la economía, tomando en cuenta la preservación de sitios históricos y culturales. Su objetivo principal es satisfacer las necesidades actuales sin comprometer la capacidad de las generaciones futuras para satisfacer las suyas.

### Capacitación
El aumento de capacidad (en inglés capacity building, capacity enhancement, capacity strengthening o capacity development), aumento de capacidades, capacitación, desarrollo de capacidades, incremento de capacidades o refuerzo de capacidades es el proceso mediante el cual las personas y las organizaciones obtienen, mejoran o retienen habilidades, conocimiento, herramientas, equipamiento y otros recursos necesarios para hacer mejor su trabajo. Permite a individuos, instituciones y empresas incrementar su capacidad de actuación (llegar a más gente, hacer cosas que antes no podían hacer, hacer en mayor cantidad cosas que ya hacían, mejorar su eficiencia, etc). Los términos "aumento de capacidades", "refuerzo de capacidades", "capacitación" y otros se utilizan a menudo indistintamente.

### Enfoque basado en derechos
Muchas organizaciones no gubernamentales y la Organización de las Naciones Unidas han adoptado el desarrollo basado en los derechos como el nuevo enfoque del desarrollo internacional. Este enfoque combina muchos conceptos diferentes de desarrollo internacional, como la capacitación, los derechos humanos, la participación y la sostenibilidad. El objetivo de este enfoque es dar poder a los titulares de derechos, o al grupo que no ejerce plenamente sus derechos, y capacitar a las instituciones a través de las cuales se ejercen esos derechos. Por ejemplo, para que se pueda ejercer el derecho a la salud puede ser necesario reforzar la atención sanitaria.

## Práctica

### Medición del desarrollo

Mapa mundial que indica el Índice de desarrollo humano en 2024

Juzgar el grado de desarrollo de un país o una comunidad es muy subjetivo, a menudo muy controvertido y muy importante para decidir qué desarrollo adicional es necesario o deseable. Existen numerosos indicadores de desarrollo, muchos de ellos relacionados con los diferentes sectores mencionados anteriormente. Entre ellos pueden citarse:
- Producto interno bruto (PIB) nacional
- Tasa de alfabetización
- Esperanza de vida
- Índice de desarrollo humano
- Coeficiente de Gini
- Índice de seguridad humana: ver enlace externo y mención sobre seguridad humana
- Ingreso per cápita
- Tasa de supervivencia materna
- Tasas de infección por VIH
- Número de médicos per cápita

Una forma interesante de ver el desarrollo es a través de la modernización. Esto incluye la electrificación de los hogares y la extensión de la red telefónica, si bien no transmite con precisión el desarrollo social, es difícil de medir con exactitud, y las instituciones difieren mucho en sus métodos. Se plantea la cuestión de si el crecimiento económico provoca el desarrollo social o viceversa. Los indicadores de cambio social pueden utilizarse para complementar los datos económicos como indicadores de desarrollo y en la formulación de políticas de desarrollo.
En una revisión del progreso del desarrollo en varios países, se encontró que los mejores resultados generalmente se deben a una combinación de liderazgo inteligente, buenas políticas, instituciones sólidas y redes sociales, según el Overseas Development Institute.

### Migración y remesas
A lo largo de la historia, la migración también ha dado lugar a un importante desarrollo internacional. Al desplazarse las personas, su cultura, conocimientos, habilidades y tecnologías se desplazan con ellas. Los lazos de los migrantes con sus hogares y comunidades anteriores conducen a relaciones internacionales y mayores flujos de bienes, capital y conocimiento. Actualmente el valor de las remesas enviadas por los migrantes a sus hogares de origen es mucho mayor que el total de la ayuda internacional.

### Sectores
El desarrollo internacional y el socorro en casos de desastre a menudo se agrupan en sectores, que se correlacionan con los temas principales del desarrollo internacional (y con los Objetivos de Desarrollo Sostenible, que se incluyen en las descripciones a continuación). No hay una lista claramente definida de sectores, pero aquí se detallan algunos de los más universalmente aceptados. Estos sectores están muy interrelacionados (por ejemplo, es difícil un suministro adecuado de agua a una comunidad si no hay suministro energético), lo que complica los problemas que se abordan.

#### Agua y saneamiento
En términos de desarrollo, se trata de la provisión de agua y saneamiento (retretes, alcantarillado) en cantidad y calidad suficientes para proporcionar un nivel de vida aceptable. Esto es diferente de una respuesta de socorro, donde se trata de la provisión de agua y saneamiento en cantidad y calidad suficientes para mantener con vida a los afectados y que no se desaten epidemias.
La provisión de agua y saneamiento es un reto de ingeniería, económico y político. Está estrechamente relacionada con la vivienda y los derechos humanos.
El séptimo Objetivo de Desarrollo del Milenio es garantizar la sostenibilidad ambiental, incluida la reducción a la mitad de la proporción de personas sin acceso sostenible al agua potable y lograr una mejora significativa en la vida de al menos 100 millones de habitantes de barrios marginales, para 2020. ONU-Agua, un organismo de 26 agencias de la ONU que trabajan en temas relacionados con el agua, es responsable del Informe sobre el desarrollo de los recursos hídricos mundiales, de carácter trienal, que supervisa el progreso hacia los Objetivos de Desarrollo del Milenio relacionados con el agua. El Programa mundial de evaluación de los recursos hídricos, que elabora este informe, ha articulado cómo 8 de los ODM están vinculados a los recursos hídricos.

#### Salud
En términos de desarrollo internacional, el sector de salud (o sanidad) intenta facilitar a la población el acceso a una asistencia sanitaria de calidad, de una manera eficiente, consistente y acorde a sus necesidades. El estándar y el nivel de provisión que es aceptable o apropiado depende de muchos factores y es muy específico del país y la ubicación. Por ejemplo, en una ciudad grande (ya sea en un país en desarrollo o desarrollado), es apropiado contar con un hospital de alto nivel que pueda ofrecer una gama completa de tratamientos; en una comunidad rural remota puede ser más práctico que un profesional de la salud la visite periódicamente, posiblemente con una clínica rural que atienda a varias comunidades.
La provisión de atención médica es tanto un reto de ingeniería —ya que requiere infraestructura (hospitales, sistemas de transporte...)—, como un desafío de educación, ya que requiere sanitarios cualificados y pacientes educados.
El cuarto Objetivo de Desarrollo del Milenio es reducir en dos tercios la tasa de mortalidad entre los niños menores de cinco años.
El quinto Objetivo de Desarrollo del Milenio es reducir en tres cuartas partes la mortalidad materna.
El sexto Objetivo de Desarrollo del Milenio es detener y comenzar a revertir la propagación del VIH/sida y detener y comenzar a revertir la incidencia de la malaria y otras enfermedades graves.
Alcanzar estos objetivos es también un reto de gestión. Los servicios de salud deben hacer el mejor uso posible de unos recursos limitados a la vez que brindan la misma calidad de atención a todas las personas en todas partes. 
Ejemplos de organizaciones que trabajan en salud son:
- Organización Mundial de la Salud
- Socios en Salud
- Instituto de Resultados para el Desarrollo
- Alianza Global para Vacunas e Inmunización

#### Educación
En términos de desarrollo internacional, el sector de educación suele centrarse en brindar educación primaria gratuita, pero también cubre la educación secundaria y la superior. La falta de acceso a la educación es uno de los principales obstáculos para que los países se desarrollen, y está íntimamente relacionada con los demás sectores. Casi todos los proyectos de desarrollo incluyen aspectos de educación o formación de las personas beneficiadas por el proyecto.
El segundo Objetivo de Desarrollo del Milenio es Proporcionar educación primaria universal.
La provisión de educación es en sí misma un reto educativo, ya que requiere docentes calificados que deben formarse en instituciones de educación superior. Sin embargo, los donantes son reticentes a apoyar la educación superior porque sus políticas ahora apuntan a los ODM. El resultado es que los estudiantes no son formados por profesores cualificados y, lo que es peor, cuando terminan la educación primaria, pasan a una educación secundaria que muchas veces no puede acomodarlos.

#### Alojamiento
En términos de desarrollo internacional, el sector de alojamiento se ocupa de proporcionar viviendas adecuadas y sostenibles para las familias y las comunidades. Es altamente dependiente de la cultura, la ubicación, el clima y otros factores. También resulta muy diferente del alojamiento de emergencia, que intenta proteger de las inclemencias meteorológicas a personas que han perdido sus casas por una catástrofe, y que puede hacerlo a través de tiendas de campaña o barracones, como solución a corto plazo mientras se construyen viviendas permanentes.
Ejemplos de organizaciones especializadas en alojamiento son:
- Programa de Naciones Unidas para los Asentamientos Humanos (ONU-HABITAT, desarrollo)
- Alto Comisionado de las Naciones Unidas para los Refugiados (ACNUR, emergencia)
- Centro de Refugio (emergencia)
- Arquitectura para la Humanidad (emergencia y desarrollo)
- Artículo 25 (emergencia y desarrollo)
- ARCHIVO Global (desarrollo)

#### Derechos humanos
En términos de desarrollo internacional, el sector de derechos humanos se ocupa de garantizar que en todas partes se respeten a todas las personas los derechos reconocidos por los instrumentos internacionales de derechos humanos. Hay muchos de estos, pero los más importantes para el desarrollo internacional son:
- La Declaración Universal de Derechos Humanos y sus tratados asociados
- La Convención sobre los Derechos del Niño
- Los Convenios de Ginebra (más relevantes para cuestiones militares y de emergencia que para el desarrollo)

Los derechos humanos abarcan una amplia gama de temas. Algunos de los más relevantes para el desarrollo internacional incluyen los derechos asociados con igualdad de género, justicia, empleo, bienestar social y cultura.
El tercer Objetivo de Desarrollo del Milenio es «promover la igualdad de género y empoderar a las mujeres» al «eliminar la disparidad de género en la educación primaria y secundaria preferentemente para 2005, y en todos los niveles para 2015».
Lograr este objetivo podría haber ayudado en el logro de 5 de otros 8 ODM. Los objetivos 1 a 6 estaban en correlación directa con la condición de la mujer en comunidades de países problemáticos como la República Democrática del Congo, el África subsahariana y muchas de las naciones en desarrollo. El bajo reconocimiento social de las mujeres allí reduce sus capacidades para impactar en el desarrollo de su comunidad. Si se considera la relación entre la madre y la descendencia, los objetivos 1, 4 y 5 se ven dificultados por el bajo estatus social. Una madre enferma simplemente no puede tener un hijo sano y, sin una nutrición adecuada, mucho menos cuidar de uno enfermo para que recupere la salud. Las madres suelen asumir la mayor parte del cuidado de los hijos. Por tanto deben tener los recursos no solo para mantenerse a sí mismas, sino también a otro ser humano. 
En un espectro diferente de normas sociales, los Objetivos del Milenio 2 y 6 se vieron estorbados por la costumbre de preferir que, en una familia, sean los varones los que vayan a la escuela, mientras que las niñas se quedan en casa. Esto resulta en una menor oportunidad de que ellas prosperen económicamente. Brindar a las mujeres acceso equitativo a una educación adecuada acerca a la educación primaria universal. Junto con esta educación vendrá la adecuada difusión del conocimiento sobre prácticas seguras para evitar enfermedades. Las mujeres son cada vez más víctimas del VIH/sida por motivos fácilmente evitables. Aumentar la disponibilidad de una educación adecuada para las mujeres será notablemente beneficioso en una variedad de frentes. Promover la igualdad de género es promover el progreso hacia el desarrollo mundial.

#### Medios de subsistencia
En términos de desarrollo internacional, el sector de medios de subsistencia (livelihood en inglés) tiene que ver con asegurar que todas las personas puedan ganarse la vida por sí mismas y tener un nivel de vida adecuado, sin comprometer sus derechos humanos y manteniendo la dignidad.
El primer Objetivo de Desarrollo del Milenio era reducir a la mitad la proporción de personas que viven con menos de un dólar al día y reducir a la mitad la proporción de personas que padecen hambre .
El concepto de medios de subsistencia se extrae directamente del Enfoque de medios de vida sostenibles (SLA por sus siglas en inglés) para el desarrollo internacional. El enfoque y el marco práctico posterior se atribuyen a Robert Chambers, que en sus escritos desde mediados de la década de 1980 en adelante estaba interesado en fomentar la eficiencia en la cooperación para el desarrollo. Posteriormente, este enfoque fue desarrollado y utilizado por el Departamento de Desarrollo Internacional (DFID) del Reino Unido. Se considera que el enfoque es más completo que las teorías y metodologías anteriores. Los conceptos centrales incluyen: adoptar una visión holística, construir sobre la comunidad y las fortalezas individuales, centrarse en vincular el pensamiento a nivel macro y micro, la sostenibilidad y mantener un marco dinámico y en constante evolución.  Archivado el 27 de julio de 2011 en Wayback Machine.

#### Finanzas
En términos de desarrollo internacional, el sector de finanzas se ocupa de proporcionar a todas las personas de un país, incluso las más pobres, acceso a servicios financierosː ahorro, pagos, crédito y seguros.
El Premio Nobel de la Paz de 2006 se otorgó conjuntamente a Muhammad Yunus y al Banco Grameen, que él fundó, por su trabajo en la provisión de microcréditos a los pobres.

## Preocupaciones
Los términos "desarrollado" y "en desarrollo" (o "subdesarrollado") han demostrado ser problemáticos en la formulación de políticas, ya que no tienen en cuenta los problemas de distribución de la riqueza y los persistentes efectos del colonialismo. Algunos teóricos ven los esfuerzos de los países ricos para que se desarrollen los pobres como fundamentalmente neocolonialesː el país desarrollado impone su estructura industrial y económica al país en desarrollo, que luego se convertirá en consumidor de los bienes y servicios del primero. Los posdesarrollistas, por su parte, ven el desarrollo como una forma de imperialismo cultural occidental que daña a la gente de los países pobres y pone en peligro el medio ambiente hasta tal punto que sugieren un rechazo total del desarrollo.
Otros académicos han tratado de ampliar la noción de "en desarrollo" para abarcar todos los países, ya que incluso los países más ricos e industrializados enfrentan problemas de exclusión social y desigualdad. Esto apunta a las críticas generalizadas del lenguaje de la práctica del desarrollo, desde la terminología de la era de la Guerra Fría de "Tercer Mundo" hasta la subsiguiente bifurcación de países "desarrollados" y "en desarrollo". Las frases "Norte Global" y "Sur Global" son igualmente imprecisas (particularmente desde un punto de vista geográfico, ya que Australia, por ejemplo, se considera parte del Norte Global). Otros términos actualmente en uso como sinónimos de "Sur Global" incluyen "mundo mayoritario" y "países de ingresos medios y bajos". Este último término permite una mayor especificidad, por ejemplo, al diferenciar entre países de ingresos medio bajos y medio altos, pero tiene la desventaja de enfatizar demasiado los aspectos económicos del desarrollo a expensas de los derechos y libertades sociales, políticos y culturales. Estos problemas lingüísticos reflejan una realidad compleja que es difícil resumir en pocas palabras.

## Historia
Aunque las relaciones internacionales y el el comercio internacional existen desde hace miles de años, la teoría del desarrollo internacional no surgió hasta el siglo XX como un cuerpo de ideas separado. Más específicamente, se ha sugerido que «la teoría y la práctica del desarrollo son inherentemente tecnocráticas y siguen arraigadas en el período modernista del pensamiento político que existió inmediatamente después de la Segunda Guerra Mundial». A lo largo del siglo XX, antes de que el concepto de desarrollo internacional se convirtiera en común, se utilizaron cuatro aspectos para describir la idea:
- liberalismo político y económico, y la importancia de los "mercados libres"
- evolución social en un entorno extremadamente jerárquico
- críticas marxistas de clase e imperialismo
- visión anticolonial de las diferencias culturales y la autodeterminación nacional[2]

### Después de la Segunda Guerra Mundial
La segunda mitad del siglo XX ha sido llamada la "era del desarrollo". Los orígenes de esta era se han atribuido aː
- la necesidad de reconstrucción inmediatamente posterior a la Segunda Guerra Mundial[47]
- la evolución desde el colonialismo hasta la globalización y el establecimiento de nuevas políticas de libre comercio entre las llamadas naciones "desarrolladas" y "subdesarrolladas"[48]
- el inicio de la Guerra Fría y el deseo de Estados Unidos y sus aliados de evitar que el tercer mundo se desviara hacia el comunismo[49]

El desarrollo internacional, en su propio sentido, se orientaba hacia las colonias que obtuvieron la independencia. La gobernanza de los nuevos países independientes debería construirse de modo que sus habitantes queden libres de la pobreza, el hambre y la inseguridad.
Se ha argumentado que esta era se inició el 20 de enero de 1949, cuando Harry S. Truman hizo esta declaración en su discurso de toma de posesión como presidente de Estados Unidosː
ː «Debemos embarcarnos en un atrevido programa nuevo para que los beneficios de nuestros avances científicos e industriales se extiendan a la mejora y el crecimiento de las áreas subdesarrolladas. El viejo imperialismo —explotación de un país súbdito para que se beneficie el imperio— no tiene lugar en nuestros planes. Lo que pretendemos es un programa de desarrollo basado en el concepto de justo acuerdo democrático»
—Harry S. Truman, 1949 
Antes de esta fecha, sin embargo, Estados Unidos ya había asumido un papel de liderazgo en la creación del Banco Internacional de Reconstrucción y Fomento (ahora parte del Grupo del Banco Mundial ) y el Fondo Monetario Internacional (FMI), ambos establecidos en 1944, y en la Organización de las Naciones Unidas en 1945.
El lanzamiento del Plan Marshall fue otro paso importante en el establecimiento de la agenda para el desarrollo internacional, combinando objetivos humanitarios con la creación de un bloque político y económico en Europa aliado de los EE. UU. Esta agenda recibió apoyo conceptual durante la década de 1950 en la forma de la teoría de la modernización propugnada por Walt Whitman Rostow (no confundir con el poeta Walt Whitman) y otros economistas estadounidenses. Los cambios en cómo el mundo "desarrollado" veía el desarrollo internacional se hicieron aún más necesarios por el colapso gradual de los imperios de Europa Occidental durante las siguientes décadasː las excolonias ya no recibían apoyo a cambio de su papel subordinado.
A fines de la década de 1960, surgió la teoría de la dependencia, que analizaba la evolución de la relación entre Occidente y el tercer mundo. En la década de 1970 y a principios de la de 1980, los modernistas del Banco Mundial y el FMI adoptaron las ideas neoliberales de economistas como Milton Friedman o Béla Balassa, que se aplicaron en forma de programas de ajuste estructural (criticados por sus efectos nocivos sobre la población),mientras sus oponentes promovían varios enfoques de abajo hacia arriba, que iban desde la desobediencia civil y la conciencia crítica hasta la tecnología adecuada y la evaluación rural participativa.
Como respuesta, varias partes del sistema de la ONU encabezaron un movimiento en contra que, a la larga, tuvo éxito. Fueron lideradas inicialmente por la Organización Internacional del Trabajo (OIT), influida por Paul Streeten, luego por el Fondo Internacional de Emergencia para la Infancia de las Naciones Unidas (UNICEF). Posteriormente el Programa de las Naciones Unidas para el Desarrollo (PNUD) presentó el concepto de "desarrollo humano", gracias a Mahboub ul Haq y Amartya Sen, cambiando así la naturaleza del diálogo sobre desarrollo para centrarse en las necesidades y capacidades humanas.
En la década de 1990 había algunos autores para quienes la teoría del desarrollo había llegado a un callejón sin salida y algunos académicos estaban «imaginando una era posterior al desarrollo». La Guerra Fría había terminado, el capitalismo se había convertido en el modo dominante de organización económica y las estadísticas de la ONU mostraban que el nivel de vida en todo el mundo había mejorado en los últimos 40 años. Sin embargo, una gran parte de la población mundial todavía vivía en la pobreza, sus gobiernos estaban paralizados por la deuda y aumentaba la preocupación por el impacto ambiental de la globalización.
Como respuesta a este estancamiento, la retórica del desarrollo se centró en la pobreza, con la metanarrativa de la modernización reemplazada por una visión a corto plazo encarnada en los Objetivos de Desarrollo del Milenio y el enfoque de desarrollo humano. Al mismo tiempo, algunas agencias de desarrollo están explorando oportunidades para alianzas público-privadas y promoviendo la idea de responsabilidad social empresarial con el objetivo aparente de integrar el desarrollo internacional con el proceso de globalización económica.
Los críticos han sugerido que esta integración siempre ha sido parte de la agenda subyacente del desarrollo. Argumentan que la pobreza se puede equiparar con la falta de poder, y que por tanto la forma de superar la pobreza es a través de movimientos sociales emancipadores y de la sociedad civil, no de programas de ayuda paternalistas o de caridad corporativa.
Mientras algunos críticos han estado debatiendo el fin del desarrollo, otros han pronosticado un resurgimiento del desarrollo como parte de la Guerra contra el terrorismo. Sin embargo, hasta la fecha, hay pocas pruebas de que los presupuestos de ayuda al desarrollo se hayan utilizado para contrarrestar el fundamentalismo islámico de la misma manera que se utilizaron hace 40 años para contrarrestar el comunismo.